# 카비 (기업)
카비(CARVI)는 인공지능(AI) 기술 기반의 디지털 인슈어테크(Insurtech) 솔루션 기업이다.

## 사업
카비는 모빌리티 분야에서 인슈어테크 솔루션을 제공한다. 인슈어테크란 보험(Insure)과 기술(Technology)을 합한 말로, AI나 빅데이터 같은 첨단기술을 활용해 기존 보험산업에 혁신을 가져다주는 것을 의미한다. 자동차보험 보험료는 연령이나 나이, 단순 무사고 기간 등 1차원적 정보로 산정되는 것이 대부분이다. 그래서 아무리 운전을 잘해도 높은 보험료를 부담해야 하는 고객이 있는 반면, 보험사 입장에서도 사고 이력이 없어 보험료를 낮춰준 고객이 알고보니 장롱면허여서 향후 사고 발생 및 손해율 증가로 이어지는 등의 악순환 구조가 이어졌다. 이런 문제를 개선하기 위해 나타난 개념이 운전자의 평소 운전습관을 반영해 보험료를 책정하는 UBI(Usage-Based Inuracne), BBI(Behavior-Based Inurance) 상품이다. 카비는 이런 보험 상품에 최적화된 솔루션을 맞춤 제공한다. AI 기반의 영상 인식 기술을 통해 운전자의 주행 데이터를 수집하고, 이를 기반으로 딥데이터 분석을 통해 사고 발생 위험률과 사고 발생 시 예상되는 손해액을 수치화한다. 이 정보는 향후 보험사에서 운전자 별로 적정한 보험료를 산출하는 통계적 지표로 사용된다.

## 역사
카비는 지난 2010년 엔지니어 출신의 이은수 대표가 설립한 스타트업이다. 2021년 10월 기준 시리즈B 단계 투자를 완료한 상태로 삼성, 포스코, KT 등 국내 투자기관으로부터 받은 누적 투자금액은 202억원이다. 지난 2019년 영국 UBI보험사 ThinCo에 50만대 기기 납품 계약을 체결했다. 국내 여러 대형 보험사 및 모빌리티 업체들과도 협약을 맺고 기술검증(POC)을 진행하고 있으며, 현재 국내외 40여명 인력이 근무하고 있다.

## 위치
본사 : 서울특별시 금천구 벚꽃로 244 벽산디지털밸리 5차 301호
연구소 :  서울특별시 금천구 벚꽃로 244 벽산디지털밸리 5차 1012호
미국 카비 : San Francisco. CA 94103 USA